# Ergonomie
Die Ergonomie oder Ergonomik (von altgriechisch ἔργον ergon, deutsch ‚Arbeit‘, ‚Werk‘, und νόμος nomos, deutsch ‚Regel‘, ‚Gesetz‘) ist die Wissenschaft von der Gesetzmäßigkeit menschlicher bzw. automatisierter Arbeit. Zuerst verwendet und definiert wurde der Begriff 1857 von Wojciech Jastrzębowski. Ziel der Ergonomie ist es, die Arbeitsbedingungen, den Arbeitsablauf, die Anordnung der zu greifenden Gegenstände (Werkstück, Werkzeug, Halbzeug) räumlich und zeitlich optimiert anzuordnen sowie die Arbeitsgeräte für eine Aufgabe so zu optimieren, dass das Arbeitsergebnis (qualitativ und wirtschaftlich) optimal wird und die arbeitenden Menschen möglichst wenig ermüden oder gar geschädigt werden, auch wenn sie die Arbeit über Jahre hinweg ausüben. Ein besonderes Augenmerk liegt dabei auf der Benutzerfreundlichkeit, also der Verbesserung des Arbeitsplatzes, der Arbeitsorganisation und heute meist der Mensch-Maschine-Schnittstelle.
Auch die physiologische Anpassung von Sitzmöbeln, Geräten, Türgriffen etc. außerhalb der Arbeitswelt wird häufig als Ergonomie und die Gegenstände selber werden als ergonomisch bezeichnet.
Wer sich mit der Ergonomik beruflich beschäftigt, ist ein Ergonom.

## Grundlagen

### Ziele
Ziele, Prinzipien und Methoden werden in der Grundlagennorm DIN EN ISO 26800 Ergonomie – Genereller Ansatz, Prinzipien und Konzepte definiert und beschrieben.
Das generelle Ziel der Ergonomie ist es, die Nutzbarkeit der menschlichen Umgebung, insbesondere der Arbeitsumgebung, zu optimieren. Dies wird unter anderem durch die Entwicklung handhabbarer und komfortabel nutzbarer Haushaltsprodukte sowie Werkzeuge und Maschinen erreicht.
Die ergonomische Arbeitsgestaltung soll ein effizientes und fehlerfreies Arbeiten ermöglichen und die Menschen vor Gesundheitsschäden schützen, auch bei langfristiger Ausübung einer Tätigkeit. Somit hat Ergonomie große Bedeutung für den präventiven Arbeitsschutz und die Arbeitssicherheit.
Ergonomie wird immer dort wichtig, wo der Mensch beim Arbeiten oder anderen Tätigkeiten mit Maschinen (z. B. Fahrzeugen, Computer, Werkzeugmaschinen, Küchenmaschinen), Werkzeugen oder anderen Gegenständen (z. B. Telefonen, Bürostühlen) in Berührung kommt. Dies gilt in Zukunft auch für menschenfreie Fertigungsstraßen, um für Roboter lange Wege zu vermeiden.

### Gebiete
Als wichtiges Gebiet der Arbeitswissenschaft gliedert sich die Ergonomie üblicherweise in die Produktergonomie (micro ergonomics) und in die Produktionsergonomie (macro ergonomics). Dabei ist der Übergang zwischen beiden Teilgebieten bei komplexen Mensch-Maschine-Systemen oft fließend, weil bei der ergonomischen Produktgestaltung der spätere Nutzungskontext wesentlich ist. Beispielsweise sollte die Arbeitsmittelgestaltung (Produktergonomie) stets unter Beachtung der Arbeitsbedingungen wie Arbeitsumgebung und Arbeitsaufgabe (Produktionsergonomie) erfolgen.
Als Bindeglied zwischen Arbeit, Technik und Mensch (Biologie) ist die Ergonomie eine interdisziplinäre Wissenschaft, die demzufolge einen sehr großen Bereich bei der Arbeits- und Systemgestaltung zusammenwirkender, wissenschaftlicher Teilgebiete umfasst.
Unter Systemergonomie versteht man die auf der Systemtheorie basierende, analytische Behandlung ergonomischer Fragestellungen von Mensch-Maschine-Systemen. Hier geht es beispielsweise um die Funktionsaufteilung zwischen Mensch und Maschine, den Automatisierungsgrad oder die aus der Systemintegration resultierenden Randbedingungen der Mensch-Maschine-Schnittstelle (etwa im Hinblick auf das technisch gegebene Informationsangebot und den zur Aufgabenausführung erforderlichen Informationsbedarf des Nutzers).
In der Anthropometrie beschäftigt man sich mit der Erfassung und Beschreibung der Eigenschaften des menschlichen Körpers (statische Anthropometrie: Körperbau und Körperkräfte) sowie der Körperbewegungen (dynamische Anthropometrie) im Rahmen der räumlichen Arbeitsplatzgestaltung.
Die Software-Ergonomie befasst sich mit der menschgerechten Gestaltung der Mensch-Computer-Interaktion. Wesentliches Arbeitsgebiet ist die Gestaltung und Bewertung von Benutzungsschnittstellen für interaktive rechnerbasierte Systeme. Neben den vielfältig im Büro- und Privatbereich verwendeten Softwareprodukten betrifft dies auch Softwaresysteme für die Maschinensteuerung in Produktionsbereichen, die Prozessführung und Fahrzeugführung, aber auch Systeme des täglichen Gebrauchs wie z. B. Haushaltsgeräte, Fahrkartenautomaten, Geräte der Unterhaltungselektronik etc.
Die Untersuchung und Gewährleistung der Gebrauchstauglichkeit technischer Systeme ist Gegenstand der Software-Ergonomie.
Die Anpassung technischer Systeme an die Fähigkeiten und Fertigkeiten des Menschen wird nach Bernotat auch als Anthropotechnik bezeichnet.
In einigen Anwendungsfeldern, zum Beispiel bei der Gestaltung von Kraftfahrzeugen, haben sich domänenspezifische Teilbereiche der Ergonomie entwickelt, beispielsweise die Fahrzeugergonomie. In diesem Bereich gibt es in den letzten Jahren verstärkt Bestrebungen, Untersuchungen für Fahrerassistenzsysteme und Navigationssysteme im Kraftfahrzeug in Bezug auf Nutzbarkeit, Fahrerverhalten und Fahrauswirkung durchzuführen.
Als interdisziplinäre Wissenschaft besitzt die Ergonomie vielerlei Schnittstellen zu den Ingenieur- und den Humanwissenschaften sowie zum Design. Im Bereich der Software-Ergonomie besteht ferner eine Beziehung zur Informatik.
Die bei der Behandlung ergonomischer Fragestellungen einbezogenen ingenieurwissenschaftlichen Disziplinen ergeben sich häufig aus dem konkreten Anwendungsfall, also zum Beispiel zur Kraftfahrzeugtechnik, Luft- und Raumfahrttechnik oder Verfahrenstechnik.
Da sich die Ergonomie als Bindeglied zwischen Mensch und Technik begreift, kommt den Humanwissenschaften eine hohe Bedeutung in der Ergonomie zu. Fragen der physiologischen Eigenschaften des Menschen werden – insbesondere in Bezug auf die körperliche Leistungsfähigkeit – durch die Arbeitsphysiologie behandelt. Die Wechselwirkungen zwischen der Arbeit des Menschen und seiner Gesundheit sind Gegenstand der Arbeitsmedizin.
Aus psychologischer Perspektive werden ergonomische Fragestellungen in der Arbeitspsychologie behandelt, wobei sich die Ingenieurpsychologie speziell mit der Gestaltung von Mensch-Maschine-Systemen befasst. Das Spektrum der hier behandelten Fragen reicht von der menschlichen Zuverlässigkeit (zur besseren Abgrenzung vom Begriff der technischen Zuverlässigkeit auch: Handlungszuverlässigkeit oder Verlässlichkeit) über die Aspekte der psychologischen Konstrukte zur Bewertung von Mensch-Maschine-Systemen und Mensch-Maschine-Schnittstellen bis hin zu wahrnehmungs- und kognitionspsychologischen Aspekten.
Die Aspekte der menschlichen Informationsverarbeitung werden sowohl durch die Wahrnehmungsphysiologie als auch die Wahrnehmungspsychologie und Kognitionspsychologie aufgeklärt.
Besonders bei der Produktergonomie ist nicht nur ein aus ergonomischer Sicht angemessene Gestaltung, sondern ein auch optischen Ansprüchen genügendes Design erforderlich, um die Marktattraktivität der Produkte sicherzustellen. Bezüge ergeben sich folglich zum Produkt- und Industriedesign.

#### Physikalische Ergonomie

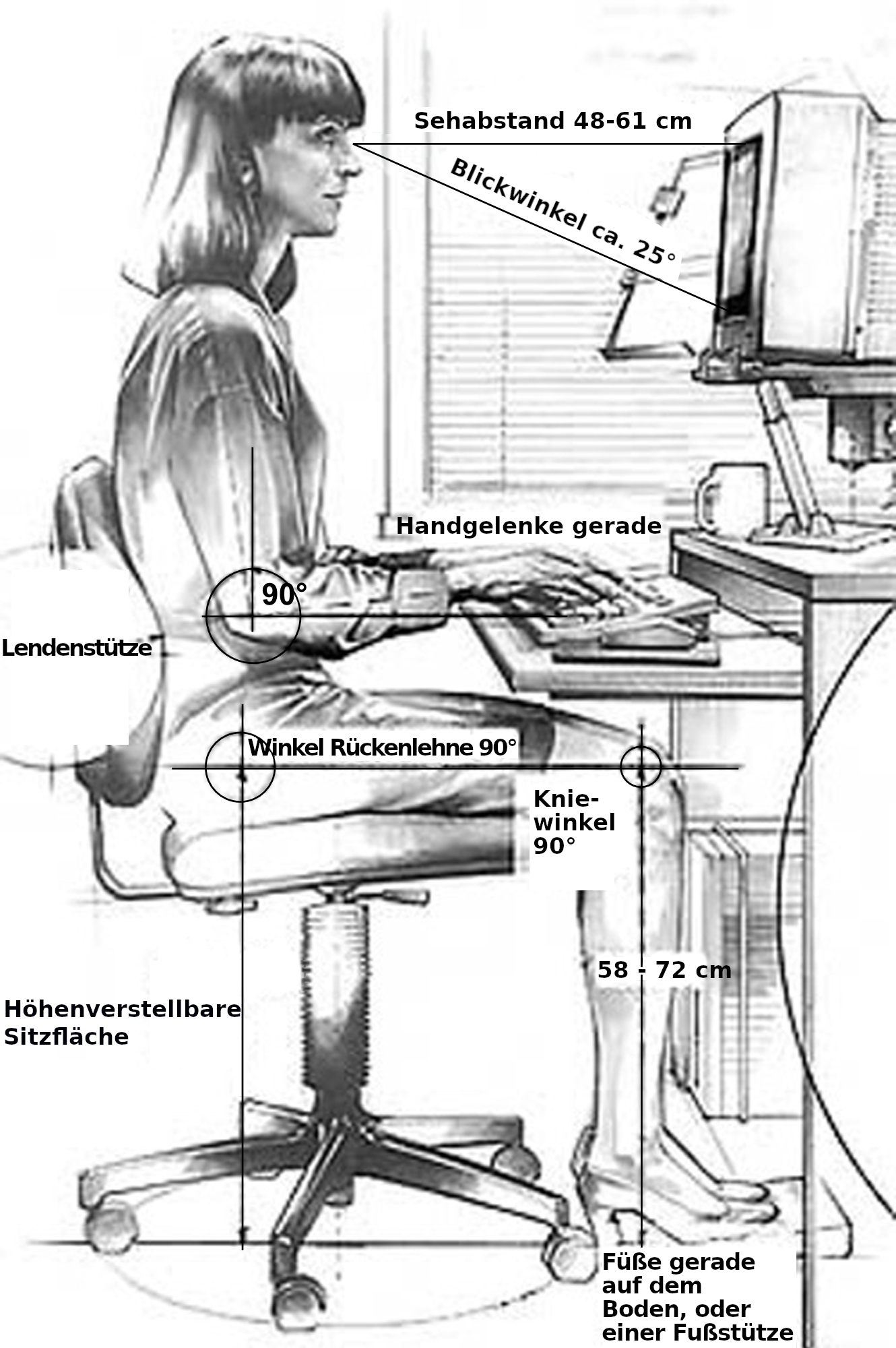
Beispiel: Vorgaben für die ergonomische Gestaltung eines Computerarbeitsplatzes

Das Gebiet der „physikalischen Ergonomie“ befasst sich z. B. mit der Gestaltung eines Arbeitsplatzes in der Industrie, oder im Büro. Neben der Arbeitsablaufoptimierung zur Erhöhung der Effizienz, ist die Vermeidung von Haltungs- und Bewegungsschäden das Ziel.

#### Kognitive Ergonomie
Das Gebiet der „kognitiven Ergonomie“ befasst sich z. B. mit der Gestaltung von Software.

#### Organisatorische Ergonomie
Das Gebiet der „organisatorischen Ergonomie“ befasst sich z. B. mit der Sitzordnung in Klassenräumen. Ziel ist die Optimierung der Effizienz der interpersonellen Kommunikation.

### Ergonomie im Alltag
Das Wort Ergonomie findet heute immer mehr Einzug in den allgemeinen Sprachgebrauch. Fast alle Tätigkeiten des täglichen Lebens können heute unter ergonomischen Kriterien untersucht werden, Bügeln und Kochen genauso wie die Arbeit am Bildschirm oder die nächtliche Bettruhe.

### Ergonomie am Arbeitsplatz
Bei der ergonomischen Gestaltung von Arbeitsplätzen werden im allgemeinen Verständnis meist in erster Linie physische Belastungen thematisiert. Darüber hinaus spielen auch Umgebungsvariablen wie Klima (Wärme, Temperatur, Luftfeuchtigkeit), Licht (Human Centric Lighting), Strahlung, Farbgebung, Lärm, Vibrationen, Anthropometrie und psychische Belastungen am Arbeitsplatz eine Rolle.
Das Muskel-Skelett-System, der Stützapparat des menschlichen Körpers, besteht aus Knochen, Muskeln, Bändern, Sehnen, Knorpel und Bindegewebe. Es kann sowohl durch Überforderung als auch durch Unterforderung belastet werden.
Erkrankungen des Muskel-Skelett-Systems lagen 2015 mit 325,9 Arbeitsunfähigkeitstagen pro 100 Versichertenjahre an der Spitze aller Krankheitsarten. Das entspricht einem Anteil von 21,7 Prozent am Krankenstand. Die Arbeitsausfallzeit infolge von Erkrankungen des Muskel-Skelett-Systems beträgt durchschnittlich 18,3 Tage. Rückenerkrankungen machen bei den Muskel-Skelett-Erkrankungen den größten Anteil aus und sind für fast 6 % der Arbeitsunfähigkeitstage ursächlich.
Überforderungen des Muskel-Skelett-Systems können beispielsweise aus übermäßigen Belastungen durch Heben, Tragen, Ziehen oder Schieben von Lasten, Arbeiten in Zwangshaltungen, sich ständig wiederholenden Tätigkeiten sowie Arbeiten mit hohem Kraftaufwand resultieren. Unterforderungen können auf Bewegungsmangel (etwa bei Büro- oder Fahrtätigkeiten) beruhen.
Um Belastungen des Muskel-Skelett-Systems unter realen Arbeitsbedingungen messen zu können, hat das Institut für Arbeitsschutz der Deutschen Gesetzlichen Unfallversicherung (IFA) das Messsystem CUELA (Computer-Unterstützte Erfassung und Langzeit-Analyse von Belastungen des Muskel-Skelett-Systems) entwickelt. CUELA ist ein personengebundenes System, das moderne Sensorik nutzt und auf der Arbeitskleidung getragen werden kann. Die zugehörige Software WIDAAN erlaubt eine automatisierte Auswertung der Messdaten nach arbeitswissenschaftlichen und biomechanischen Bewertungskriterien. Basierend hierauf sind Aussagen über notwendige Maßnahmen zur Vermeidung berufsbedingter Gesundheitsgefahren möglich.
Durch ungünstige ergonomische Verhältnisse am Arbeitsplatz entstehen Verspannungen und zum Teil schwerwiegende Gesundheitsprobleme wie Bandscheibenvorfall oder chronische Nackenschmerzen. Langanhaltende, statische Arbeit (wie zum Beispiel Arbeit am Schreibtisch) sollten daher nur mit ergonomisch entwickelten Möbeln verrichtet werden. Neben ergonomischen Büromöbeln ist die Arbeitsplatzgestaltung von großer Bedeutung. Hierunter fallen unter anderem die Ordnung der Arbeitsmittel, der Sehabstand zum Bildschirm, die Beachtung von Greif- und Bewegungsräumen und die Beleuchtung des Arbeitsplatzes.
Der zunehmenden Bedeutung des Themas Ergonomie trägt auch die Neunte Verordnung zum Produktsicherheitsgesetz (9. ProdSV) im Anhang im Unterpunkt Nr. 1.1.6 „Ergonomie“ Rechnung. Hier wird von Maschinenherstellern gefordert, dass unter Berücksichtigung ergonomischer Prinzipien Belästigung, Ermüdung und psychische Belastungen bei der Benutzung von Maschinen auf ein Minimum zu reduzieren sind. Ergonomische Aspekte müssen neben dem normalen Produktionsbetrieb einer Maschine auch bei Einricht- oder Rüstarbeiten, Wartungs- sowie Instandhaltungsarbeiten Berücksichtigung finden.

### Problematik der Ergonomie
Eines der Probleme in der Arbeitswelt hängt unmittelbar mit dem Erlernen der ergonomisch besten Körperhaltung zusammen. Für die Rückenmuskulatur ist es günstiger die Bewegungen zu variieren als immer in der wie auch immer ergonomisch optimalen Körperhaltung stundenlang zu verharren. So konnten die Rückenprobleme von Waldarbeitern der Niedersächsischen Landesforsten, die mit der Motorsäge (= mindestens 10 kg) in der ergonomisch richtigen Haltung 6 Stunden täglich bei der Holzernte arbeiten mussten, hoch signifikant reduziert werden, wenn sie die Bewegungsführung variierten (auch in ergonomisch weniger zweckmäßige Formen) und zusätzlich ein von Arnd Krüger und Andree Niklas entwickeltes Core-Training-Programm der Rückenmuskulatur absolvierten. Ähnlich hat sich die Lehrmeinung im Hinblick auf Büroarbeit gewandelt, bei der ebenfalls Bewegung als vorteilhafter gegenüber dem Verharren in einer optimalen Haltung gilt.

## Geschichte und Entwicklung
Als Vorreiter auf dem Gebiet der Ergonomik gilt der tunesisch-französische Arbeitsphysiologe und Ergonom Jules Mardochée Amar (1879–1935). Er entwickelte Prothesen und Schulungsprogramme zur beruflichen Wiedereingliederung von Kriegsversehrten. Seit der bewussten Verwendung des Begriffs Design wird die Ergonomie zunehmend weiterentwickelt. Erste Ansätze entstanden am Bauhaus. Konsequent und umfassend wurde sie jedoch erst von dem US-amerikanischen Produktdesigner Henry Dreyfuss und seinem Designbüro entwickelt und angewandt.
Als einer der Begründer gilt Wojciech Jastrzębowski.
Heute ist die Beachtung und Anwendung ergonomischer Erkenntnisse nicht nur eine für den Nutzer sinnvolle Ergänzung von Produkten, sondern auch ein Marktvorteil gegenüber der Konkurrenz.
Die Normung der Ergonomie wird vom DIN-Normenausschuss Ergonomie (NAErg) vorangetrieben.

## Lehre und Forschung
Institute, Fachbereiche, Einrichtungen und Veranstaltungen zur Ergonomie findet man vor allem an Technischen Hochschulen (Universitäten) und Fachhochschulen, z. B. mit den Fachschwerpunkten:
- Informatik, Softwareergonomie (z. B. Universität Hamburg, Duale Hochschule Baden-Württemberg)
- Informatik, Mensch-Technik-Interaktion (z. B. Hochschule Ruhr West)
- Maschinenbau, Design, Mechatronik
- Psychologie, Mensch-Maschine-Interface (z. B. Universität Hamburg)

Die Ergonomie ist besonders häufig an Hochschulen und dort zumeist an Maschinenbau-Fakultäten zu finden. Das liegt häufig daran, dass arbeitswissenschaftliche und Ergonomieinstitute aus Vorgängerinstituten entstanden sind, die an Maschinenbau-Fakultäten zu finden waren (zum Beispiel Arbeitsphysiologische Institute).
Arbeitswissenschaftliche Institute mit ergonomischen Schwerpunkten finden sich in Deutschland heute unter anderem an der Bergischen Universität Wuppertal, TU München, TU Ilmenau, TU Darmstadt, TU Dresden, RWTH Aachen, TU Chemnitz, TU Dortmund, Otto-von-Guericke-Universität Magdeburg, am Karlsruher Institut für Technologie (KIT) und an der TU Berlin, in Österreich an der TU Wien und TU Graz sowie in der Schweiz an der ETH Zürich.
Außenuniversitäre Forschungsinstitute mit ergonomischen Themen sind unter anderem das Fraunhofer-Institut für Arbeitswirtschaft und Organisation (IAO), Stuttgart, das Institut für angewandte Arbeitswissenschaft (ifaa), Düsseldorf, und das REFA-Institut, Dortmund.